# Астероїд типу Q
Спектральний клас Q — це клас астероїдів, представники якого досить рідкісні у внутрішній частині головного поясу. В їх спектрі на довжині хвилі 1 мкм присутні яскраві і широкі лінії олівіну і піроксену, крім того, в спектрі є особливості, які вказують на наявність металу. За характером спектру поглинання на довжині хвилі 0,7 мкм, ці тіла займають проміжне положення між астероїдами, які належать до V і S класів.
Спектр астероїдів Q класу мають більшу схожість зі спектром хондритних метеоритів, ніж спектр інших класів, що говорить про те, що астероїди цього класу мають велике поширення в поясі астероїдів, але поки не були відкриті. Проте, на даний момент відкрито дуже мало астероїдів цього класу, до них належать:
- 1862 Аполлон
- 2063 Бахус
- 3753 Круїтні
- 6489 Голєвка